# Opération Hokki

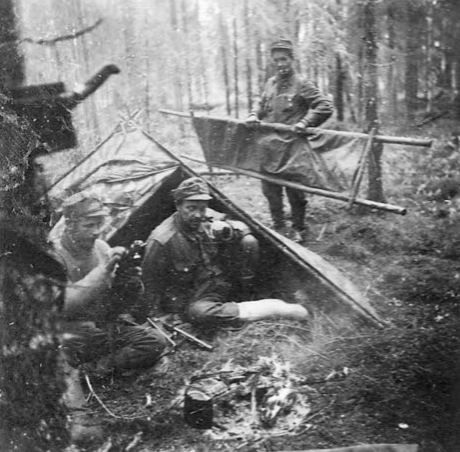
Le chef de mission, le capitaine Ilmari Honkanen (au centre).

L'opération Hokki est une opération militaire qui s'est déroulée pendant la Seconde Guerre mondiale.
L'objectif de la mission est la destruction des gares de triage de Petrozavodsk afin d'empêcher l'ennemi de ravitailler ses troupes lors de la bataille d'Ilomantsi. La mission est menée par la Finlande entre le 31 juillet 1944 et le 31 août 1944 pendant la guerre de Continuation. En raison des nombreux revers survenus, l'objectif de la mission est modifié et les troupes finlandaises finissent par détruire une grande partie des voies ferrées servant à approvisionner les troupes soviétiques à Ilomantsi. L'opération Hokki est la seule opération aéroportée finlandaise connue pendant la Seconde Guerre mondiale et est la plus importante opération de débarquement de l'histoire finlandaise,.
Le chef de mission, le capitaine Ilmari Honkanen, tombe gravement malade au cours de la mission. Des bottes en caoutchouc lui cause également une éraflure au pied, puis une infection, l'empêchant de revenir de la mission à pied. Il sera secrètement évacué à bord d'un hydravion après la signature de l'armistice entre la Finlande et l'Union soviétique en septembre 1944. Il reçut une Croix de Mannerheim pour ses efforts,.